# Giordan Lighthouse
Giordan Lighthouse (Ta’ Ġurdan Lighthouse lub Gordan Lighthouse) – latarnia morska, znajdująca się w pobliżu wioski Għasri, na wyspie Gozo, na Malcie.

## Położenie
22 metrowa wieża została zbudowana w latach 1851–1853 podczas brytyjskich rządów Malty na około 160-metrowej górze Gurdan Hill, na północno-zachodnim wybrzeżu wyspy, aby kierować żeglugą w tym regionie.
Z Għasri prowadzi mała droga na parking pod wieżą. Stamtąd można dotrzeć do płaskowyżu drogą asfaltową, na którym wciąż znajdują się ruiny stanowiska kolonialnego obserwacji wojskowej. Latarnia morska oferuje widok panoramiczny 360 ° na całą wyspę Gozo.

## Historia

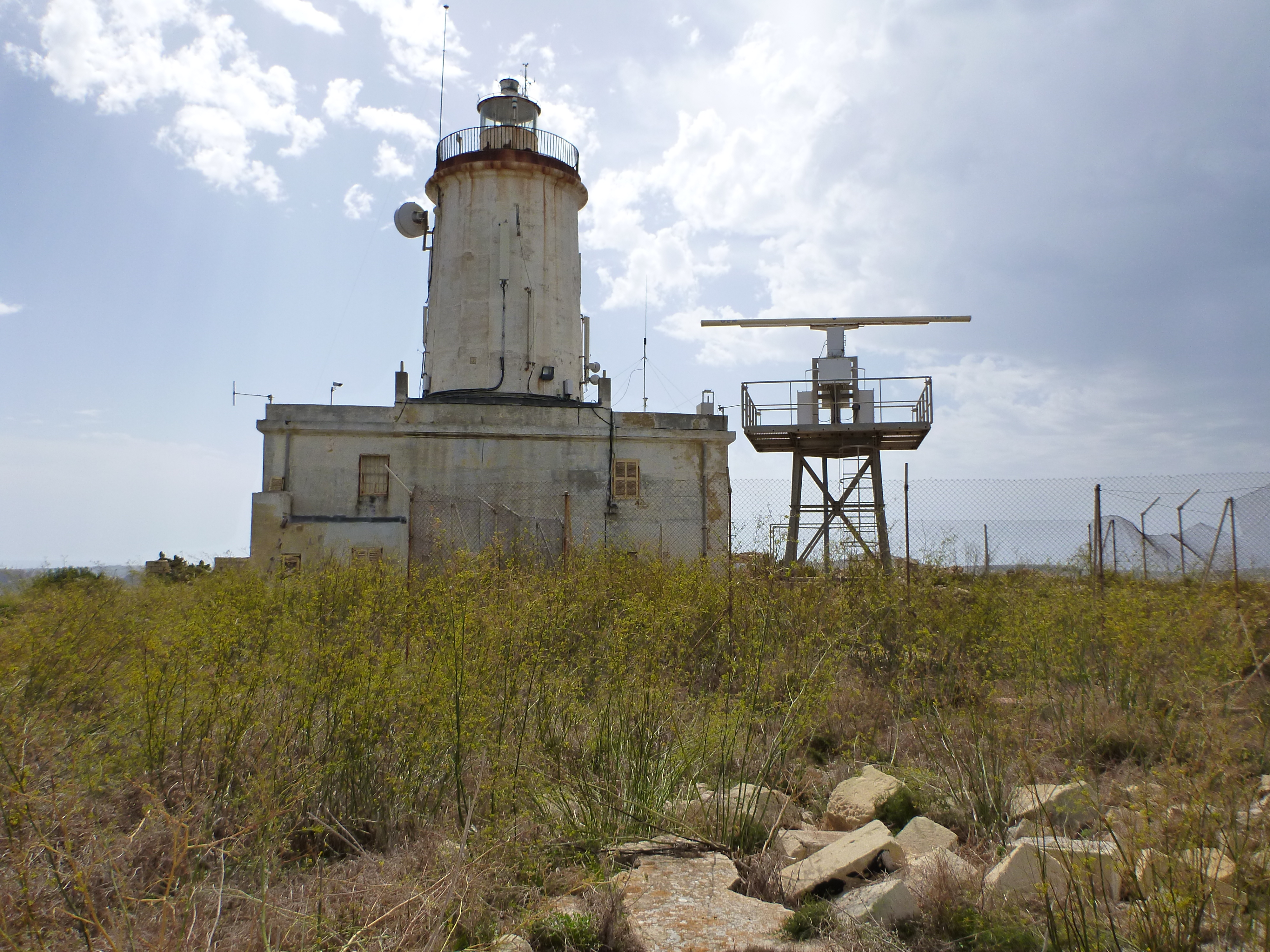
Latarnia morska Giordan Lighthouse i wieża radarowa, w pobliżu Għasri, na Malcie, na wyspie Gozo

Od 1650 istnieje pomoc nawigacyjna. W latach 1851–1853 wybudowano latarnię morską, a 15 października 1853 oddano ją do eksploatacji. Początkowo wieża miała 21 lamp naftowych, po siedem z każdej strony morza. Reflektory z posrebrzanego mosiądzu wzmacniały światło, dając zasięg do 38 mil. Po rekonstrukcji w 1962 i 1994 wieża jest teraz zelektryfikowana i zautomatyzowana. Latarnia morska jest obsługiwana przez Maltański Urząd Morski.
W przeszłości praktycznie wszędzie na wyspie można było zobaczyć światło wieży, dziś natężenie światła zmniejsza się ze względu na nowoczesne możliwości nawigacyjne, takie silne światło nie jest już potrzebne.
W wieży znajduje się stacja meteorologiczna, która zbiera również dane do Global Atmosphere Watch. Przed wieżą znajduje się stacja radarowa.